# Enrique de Aragón
Henryk Aragoński (hiszp. Enrique de Aragón, ur. 1399, zm. po 19 maja 1445 w Calatayud) – wielki mistrz zakonu Santiago w latach 1409–1445, hrabia Alburquerque (od 1418), markiz de Villena (od 1420), hrabia Ampurias i Segorbe (od 1436)
Trzeci syn Ferdynanda I, regenta Kastylii i Leónu oraz króla Aragonii, wnuk króla Jana I Kastylijskiego. Po wstąpieniu ojca na tron aragoński jego bracia i on byli określani jako Infanci Aragońscy (Infantes de Aragón).
Po śmierci ojca i przy wsparciu notabli oraz królowej wdowy bracia Henryk i Jan objęli faktyczne rządy w królestwie. Wykorzystując wyjazd brata do Nawarry, Henryk przechwytuje władzę, uzyskuje tytuł markiza de Villena i poślubia Katarzynę, córkę króla Jana II. Niemogący się z tym pogodzić Jan zawiązuje przymierze z wpływowym doradcą królewskim Alvaro de Luną wspólnymi siłami pokonują wojska Henryka w 1422 r. Po tym sukcesie rośnie władza Alvaro de Luny, co przestrasza Jana i skłania go do pojednania z bratem. Obaj bracia najeżdżają Kastylię, co powoduje konfiskatę kastylijskich majątków rodziny przez Alvaro de Lunę w imieniu króla Jana. Jednak kontrofensywa braci doprowadza do uwięzienia króla w 1441 r. Wówczas następca tronu kastylijskiego Henryk sprzymierza siły z Alvaro de Luną oraz Janem Pacheco i pokonuje infantów w 1445 r. w bitwie pod Olmedo. W wyniku zakażenia odniesionej w bitwie rany lewego nadgarstka Henryk Aragoński umiera w kilka dni po bitwie na zamku w Calatayud w Aragonii.